# Rogojel (okręg Gorj)
Rogojel – wieś w Rumunii, w okręgu Gorj, w gminie Fărcășești. W 2011 roku liczyła 217 mieszkańców.